# Línea 51 (EMT Madrid)
La línea 51 de la EMT de Madrid une Sol / Sevilla con la Plaza del Perú (Chamartín).

## Historia
Fue puesta en servicio el 12 de diciembre de 1964, en sustitución de la línea 101 de trolebuses, con un recorrido muy similar al actual.
Con la implantación del sentido único en Serrano y Velázquez en el año 1968, la línea se vio obligada a modificar su recorrido por las calles de Alcalá, Velázquez y José Ortega y Gasset hasta la plaza del Perú.
Desde 2006, la cabecera central de la línea ha sufrido modificaciones, estando actualmente en la calle Alcalá. De todas las líneas que tenían su cabecera en las antiguas dársenas de la Puerta del Sol, esta era la menos alejada de la misma hasta el 20 de agosto de 2020, debido a la peatonalización de la Carrera de San Jerónimo.

## Características

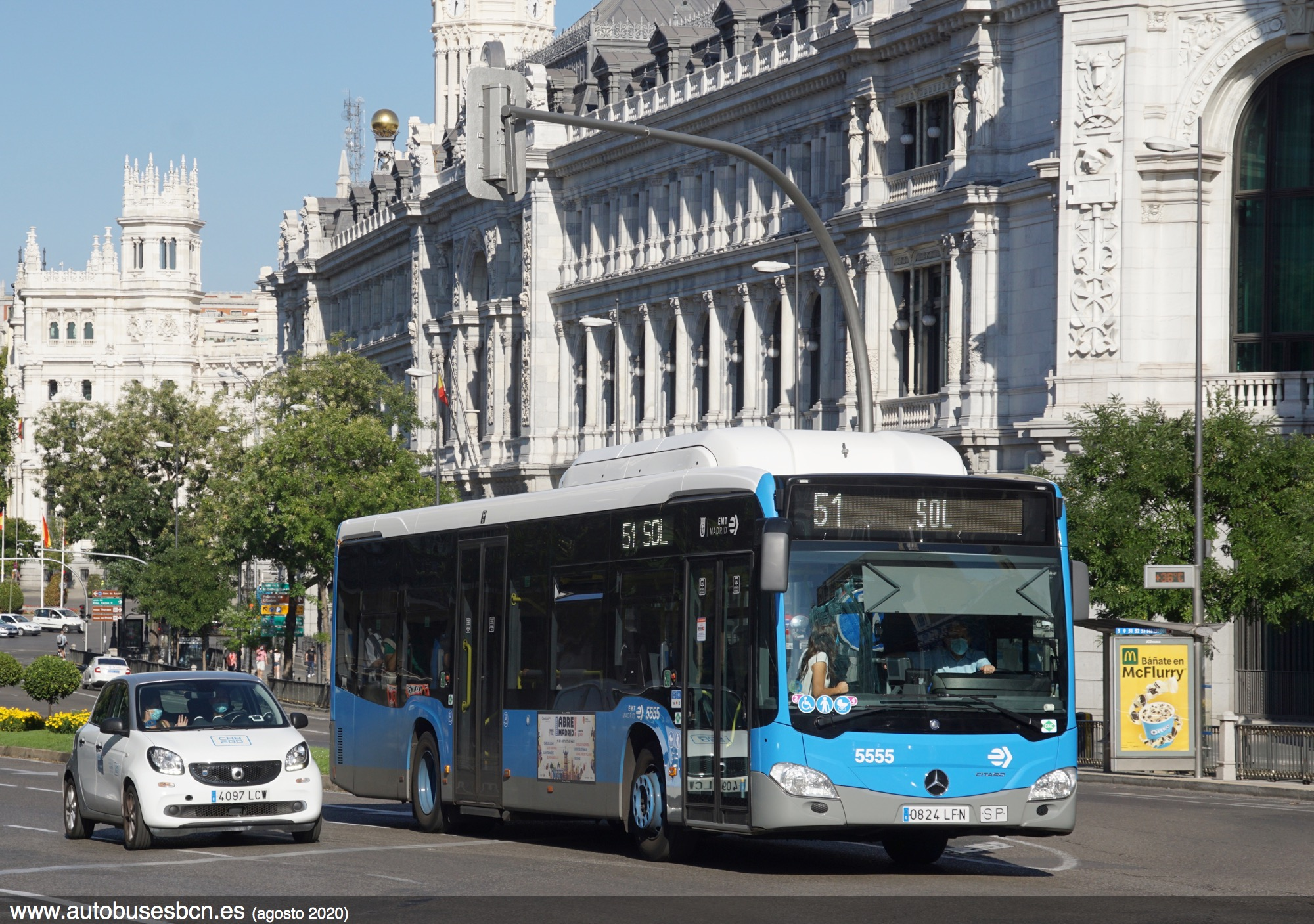
Calle Alcalá, agosto de 2020

La línea comunica estos dos puntos atravesando el corazón del distrito de Salamanca (calles de Velázquez/Serrano). Su recorrido se superpone en casi todo el trayecto con otras líneas como la 1, 7, 9 o 19, excepto en un tramo de la calle Serrano en que es la única línea que la recorre en uno de los dos sentidos.

### Frecuencias
| Lunes a viernes laborables |               |
| De 6:00 a 8:00             | 12-18 minutos |
| De 8:00 a 22:00            | 10-13 minutos |
| De 22:00 a 23:00           | 12-20 minutos |
| Sábados laborables         |               |
| De 6:00 a 9:00             | 17-25 minutos |
| De 9:00 a 22:00            | 13-19 minutos |
| De 22:00 a 23:00           | 17-22 minutos |
| Domingos y festivos        |               |
| De 7:00 a 9:00             | 18-28 minutos |
| De 9:00 a 23:00            | 15-23 minutos |

## Recorrido y paradas

### Sentido Plaza del Perú
La línea inicia su recorrido en la calle Alcalá. Desde aquí sube por su continuación natural, la calle Sevilla, para después girar por la Carrera de San Jerónimo y calle Cedaceros para volver por Alcalá.
Recorre esta calle a continuación atravesando la Plaza de Cibeles y la Puerta de Alcalá hasta que gira a la izquierda incorporándose a la calle Velázquez.
A continuación, la línea recorre la calle Velázquez en su totalidad hasta desembocar en la Avenida del Doctor Arce, que recorre hasta casi llegar a la plaza de Cataluña, punto en que gira de nuevo a la izquierda para tomar la calle Cinca, dentro de la colonia El Viso.
Al final de la calle Cinca gira a la derecha y se incorpora a la calle Serrano, que recorre hasta el final, continuando por la calle Príncipe de Vergara hasta llegar a la Plaza del Perú, donde tiene su cabecera.
| Código | Parada                            | Común con                | Conexiones con Metro | Otros |
| ------ | --------------------------------- | ------------------------ | -------------------- | ----- |
| 3698   | SEVILLA (C/ Alcalá, 35)           |                          | Sevilla              |       |
| 1049   | Carrera de San Jerónimo-Cedaceros | 002 M1                   |                      |       |
| 5239   | Círculo de Bellas Artes           | 5 15 20 53 150           |                      |       |
| 70     | Cibeles                           | 1 2 9 15 20 52 74 146    | Banco de España      |       |
| 162    | Puerta de Alcalá-Retiro           | 1 2 9 15 19 20 52 74 146 | Retiro               |       |
| 423    | Velázquez-Villanueva              | 1 9 19 74                |                      |       |
| 424    | Velázquez-Goya                    | 1 9 19 74                | Velázquez            |       |
| 425    | Velázquez-Ayala                   | 1 9 19 74                |                      |       |
| 426    | Velázquez-Ortega y Gasset         | 1 9 19 74                |                      |       |
| 427    | Velázquez-Juan Bravo              | 9 19                     | Núñez de Balboa      |       |
| 428    | Velázquez-Diego de León           | 9 19                     |                      |       |
| 5377   | Velázquez-María de Molina         | 9 19                     |                      |       |
| 430    | Velázquez-López de Hoyos          | 16 19                    |                      |       |
| 431    | Velázquez-Joaquín Costa           | 16 19                    | República Argentina  |       |
| 432    | Velázquez-Rodríguez Marín         | 16 19                    |                      |       |
| 418    | Doctor Arce                       | 16 19                    |                      |       |
| 416    | Santa Gema                        | 7 16 19                  |                      |       |
| 433    | Plaza de Cataluña                 | 7                        |                      |       |
| 434    | Cinca                             | 7                        |                      |       |
| 435    | Hospital San Rafael               | 7                        |                      |       |
| 437    | Príncipe de Vergara-Serrano       | 7                        |                      |       |
| 4849   | Ecuador                           | 7 16 29                  |                      |       |
| 439    | Colombia                          | 7 16 29                  | Colombia             |       |
| 4832   | República Dominicana              | 7 16 29                  |                      |       |
| 113    | PLAZA PERÚ                        |                          |                      |       |

### Sentido Sol / Sevilla
La línea inicia su recorrido en la Plaza del Perú, en el distrito de Chamartín, desde la cual toma la calle Príncipe de Vergara. El recorrido es igual a la ida pero en sentido contrario hasta la intersección de la calle Serrano con la calle del Cinca, momento en que, en vez de girar, sigue adelante por la calle Serrano hasta llegar a la Puerta de Alcalá.
Al llegar a este punto, la línea toma la calle de Alcalá en dirección al centro de la ciudad, recorriéndola hasta llegar a su cabecera.
| Código | Parada                      | Común con                                      | Conexiones con Metro | Otros |
| ------ | --------------------------- | ---------------------------------------------- | -------------------- | ----- |
| 113    | PLAZA PERÚ                  |                                                |                      |       |
| 440    | Colombia                    | 7 16 29                                        | Colombia             |       |
| 4850   | Ecuador                     | 7 16 29                                        |                      |       |
| 438    | Príncipe de Vergara-Serrano |                                                |                      |       |
| 436    | Hospital San Rafael         |                                                |                      |       |
| 441    | Segre                       | 7                                              |                      |       |
| 442    | Guadiana                    | 7                                              |                      |       |
| 443    | República Argentina         | 16 19                                          | República Argentina  |       |
| 444    | Ramiro de Maetzu            | 16 19                                          |                      |       |
| 445    | Residencia de Estudiantes   | 16 19                                          |                      |       |
| 446    | Serrano-María de Molina     | 9 16 19                                        |                      |       |
| 447    | Serrano-Diego de León       | 9 16 19                                        |                      |       |
| 448    | Serrano-Maldonado           | 9 19                                           |                      |       |
| 4710   | Serrano-Juan Bravo          | 9 19                                           |                      |       |
| 449    | Serrano-Ortega y Gasset     | 1 9 19 74                                      |                      |       |
| 451    | Metro Serrano               | 1 9 19 74                                      | Serrano              |       |
| 452    | Museo Arqueológico          | 1 9 19 74                                      |                      |       |
| 161    | Puerta de Alcalá            | 1 2 9 15 20 52 74 146                          | Retiro               |       |
| 69     | Cibeles                     | 1 2 9 15 20 52 53 74 146 Exprés Aeropuerto 001 | Banco de España      |       |
| 3698   | SEVILLA (C/ Alcalá, 35)     |                                                | Sevilla              |       |

## Galería de imágenes

Mapa zonal de la estación de metro de Serrano con los recorridos de las líneas de autobuses, entre las que aparece el 51.
Mapa zonal de la estación de metro de Velázquez con los recorridos de las líneas de autobuses, entre las que aparece el 51.
Mapa zonal de la estación de metro de Núñez de Balboa con los recorridos de las líneas de autobuses, entre las que aparece el 51.